# Юхарина балка
Юхарина балка — неглубокая извилистая балка в Балаклавском и Гагаринском районах Севастополя.

## Описание
Длина балки 12,6 км, площадь водосборного бассейна 34,1 км². Её истоки лежат в Гагаринском районе на юго-восток от Высоты Горной, откуда она сначала в северо-западном, затем, пройдя мимо городского кладбища, в западном направлении течет до слияния с балкой Бермана, далее балка снова поворачивает на северо-запад и продолжает сбегать до вершины Камышовой бухты. Начинается Юхарина балка около 6 км современного Балаклавского шоссе.

## История
Свое название балка получила по имени владельца имения, располагавшегося на её склонах. Юхарины жили в Севастополе с первых дней основания города, многие из них служили на Черноморском флоте. Первым владельцем имения, давшего название балке, был Иван Иванович Юхарин, где он и его брат поселились сразу же после основания города.
В районе балки обнаружено древнее укрепленное поселение, которое существовало с эллинистического времени, вплоть до средневековье, вероятно, в IX веке. В путеводителе Москвича 1911 года говорится о древнем водопроводе из балки, который снабжал водой Херсонес в римскую и византийскую эпохи.
В настоящее время на территории объекта расположены участки многочисленных садовых товариществ.
На Юхариной балке находится одноимённый аэродром. Авиационно-спортивный клуб, базировавшийся на нем долгое время, был создан в 1908 году императором Николаем II. Изначально он находился на территории нынешнего города Севастополя, там, где сейчас проходит проспект генерала Острякова. Позднее, уже в советское время, в 1970 году был перенесен на Юхарину балку, где к тому времени уже находилась взлётно-посадочная полоса.
Во время Второй мировой войны на аэродроме Юхариной балки базировались авиационные подразделения, сформированные для обороны Севастополя и его окрестностей.
С 2014 года, после присоединения Крыма к Российской Федерации, на территории Юхариной балки находится авиационно-спортивный клуб ДОСААФ России. С 2016 года аэродром открылся для выполнения полетов и парашютных прыжков.